# حسن أباد (نصروان)
حسن أباد (بالإنجليزية: Hasanabad, Nasrovan)‏ هي منطقة سكنية تقع في إيران في فارس. يقدر عدد سكانها بـ 160 نسمة .